# 维尔梅西奥宫
维尔梅西奥宫（Palazzo Vermexio）又名塞纳托宫（Palazzo del Senato）是一座17世纪巴洛克建筑，由市政府委托建筑师乔瓦尼·维尔梅西奥，建于1629年至1633年，位于意大利西西里大区锡拉库萨奥提伽岛主教座堂广场。该建筑目前是市政厅的所在地。

## 建筑
维尔梅西奥宫建于1629年至1633年，由乔瓦尼·维尔梅西奥设计。建筑师的石头签名，一只蜥蜴，出现在左上檐口中。这座宫殿是由当地参议院委托建造的，以取代位于 Via del Consiglio Reginale 的王后厅（Camera Reginale）旧址。这座城市宫殿拥有典型的西西里特色，例如铁阳台。立面也装饰着贝壳和面具的怪诞装饰。壁龛用来放置受格雷戈里奥·泰德斯基（Gregorio Tedeschi）委托的西班牙国王雕像。雕塑家只完成了在门上方的西班牙君主的纹章。第三层是在19世纪添加的。
该建筑现在部分用作博物馆，在镜厅中展示“Carrozza del Senato”（1763 年的参议院马车）以及1960年代在该地点发现的一些古代文物，包括6世纪爱奥尼亚神庙，以前在该地点发现的阿耳忒弥斯神庙。